# Agave apedicellata
Agave apedicellata ist eine Pflanzenart aus der Gattung der Agaven (Agave) in der Unterfamilie der Agavengewächse (Agavoideae). Das Artepitheton apedicellata leitet sich von der griechischen Vorsilbe a- für ‚ohne‘ sowie dem lateinischen Wort pedicellatus für ‚gestielt‘ ab und verweist auf die sitzenden Blüten der Art.

## Beschreibung
Agave apedicellata wächst schlank mit linealischen, schmalen, stumpfen Laubblättern von 2 bis 5 Millimeter Breite.
Der „ährige“ fast kahle Blütenstand ist zwei- bis dreimal so lang wie die Laubblätter. Die breit eiförmigen Brakteen sind spitz oder laufen kurz spitz zu. Die meist in Paaren angeordneten, sitzenden Einzelblüten sind bis zu 54 Millimeter lang. Die Perigonblätter der Blüten sind weiß. Ihre Blütenröhre ist schmal. Die Narbe ragt nicht aus der Blüte heraus.
Über die Früchte und Samen ist nichts bekannt.

## Systematik und Verbreitung
Agave apedicellata ist im mexikanischen Bundesstaat San Luis Potosí in Höhenlagen von 2450 Metern verbreitet. 
Die Erstbeschreibung als Bravoa sessiliflora durch William Botting Hemsley wurde 1880 veröffentlicht. Joachim Thiede und Urs Eggli stellten die Art 1999 in die Gattung Agave. Dabei mussten sie einen neuen Namen wählen, da bereits die Art Agave sessiliflora Hemsl. (1880) existierte.  Ein nomenklatorisches Synonym ist Polianthes sessiliflora (Hemsl.) Rose (1903).
Die Art gehört in die Untergattung Manfreda und wird dort der Polianthes-Gruppe zugeordnet.
Agave apedicellata ist nur ungenügend bekannt. Sie wurde 1878 von Charles Christopher Parry und Edward Palmer (1831–1911) gesammelt und ist bisher nur von dieser Aufsammlung bekannt.

## Nachweise